# 히가 료토
히가 료토(일본어: 比嘉 諒人, 1990년 10월 17일 ~ )는 일본의 축구 선수이다.

## 구단 경력
그는 2014년부터 2017년까지 J리그의 FC 기후, 블라우블리츠 아키타에서 활동하였다.